# 采默
采默是德国莱茵兰-普法尔茨州的一个市镇。总面积24.38平方公里，总人口2823人，其中男性1393人，女性1430人（2011年12月31日），人口密度116人/平方公里。